# Оганезашвили, Саша
Саша Оганезашвили (настоящее имя — Александр Аршакович Оганян; май 1887, Соганлык, Тифлисская губерния, Российская империя — 31 мая 1932, Тифлис, ЗСФСР, СССР) — армянский и азербайджанский советский композитор, исследователь музыкального фольклора, исполнитель на кеманче и создатель её четырёхструнной разновидности.
Родился в Тифлисской губернии. Долгое время работал в Баку, где написал и поставил оперу «Фархад и Ширин» (1911) и организовал музыкальные курсы (1914), на которых одним из первых на Ближнем Востоке использовал западную нотацию при обучении игре на восточных инструментах. Там же в 1920 году возглавил Народную (Восточную) консерваторию, ставшую предшественницей Государственной консерватории Азербайджана. В 1920-х годах жил в Тифлисе и Эривани, где руководил оркестрами и преподавал (с 1927 года — профессор Эриванской консерватории). Получил признание в качестве кеманчиста, об исполнительском мастерстве Оганезашвили высоко отзывались его современники Борис Асафьев и Ованес Туманян.

## Биография
Александр Оганян родился в 1887 году в селе Соганлык Тифлисской губернии в армяно-грузинской семье. С 7 лет играл в ансамбле отца, в детстве исполнял музыку на диплипито, обучался пению, игре на дудуке и кеманче. В дальнейшем учился у кеманчиста Оганеза Оганезова, в честь которого взял псевдоним Оганезашвили (буквально — сын Оганеза). В Тифлисе играл в ансамбле ашуга Хазири, после переезда в Баку выступал в Восточном оркестре Антона Маиляна.
В 1905 году Оганезашвили познакомился с азербайджанскими музыкантами: ханенде Джаббаром Карьягдыоглы и исполнителем на таре Курбаном Пиримовым — вместе с ними он создал мугамное трио. В 1906—1912 годах записи трио выпускали звукозаписывающие компании «Спортъ-Рекордъ» и Pathé Records, среди записанных произведений были мугамы («Чаргях», «Раст», «Хиджаз» и др.), мелодии армянских народных песен («Крунк», «Майр Аракси аперов» и др.) и курдская мелодия «Дло». В составе трио Оганезашвили гастролировал по Закавказью, Средней Азии и Персии, по приглашению «Спортъ-Рекордъ» ансамбль посетил Варшаву. Дружба, завязавшаяся между участниками трио, продолжалась более двадцати лет.

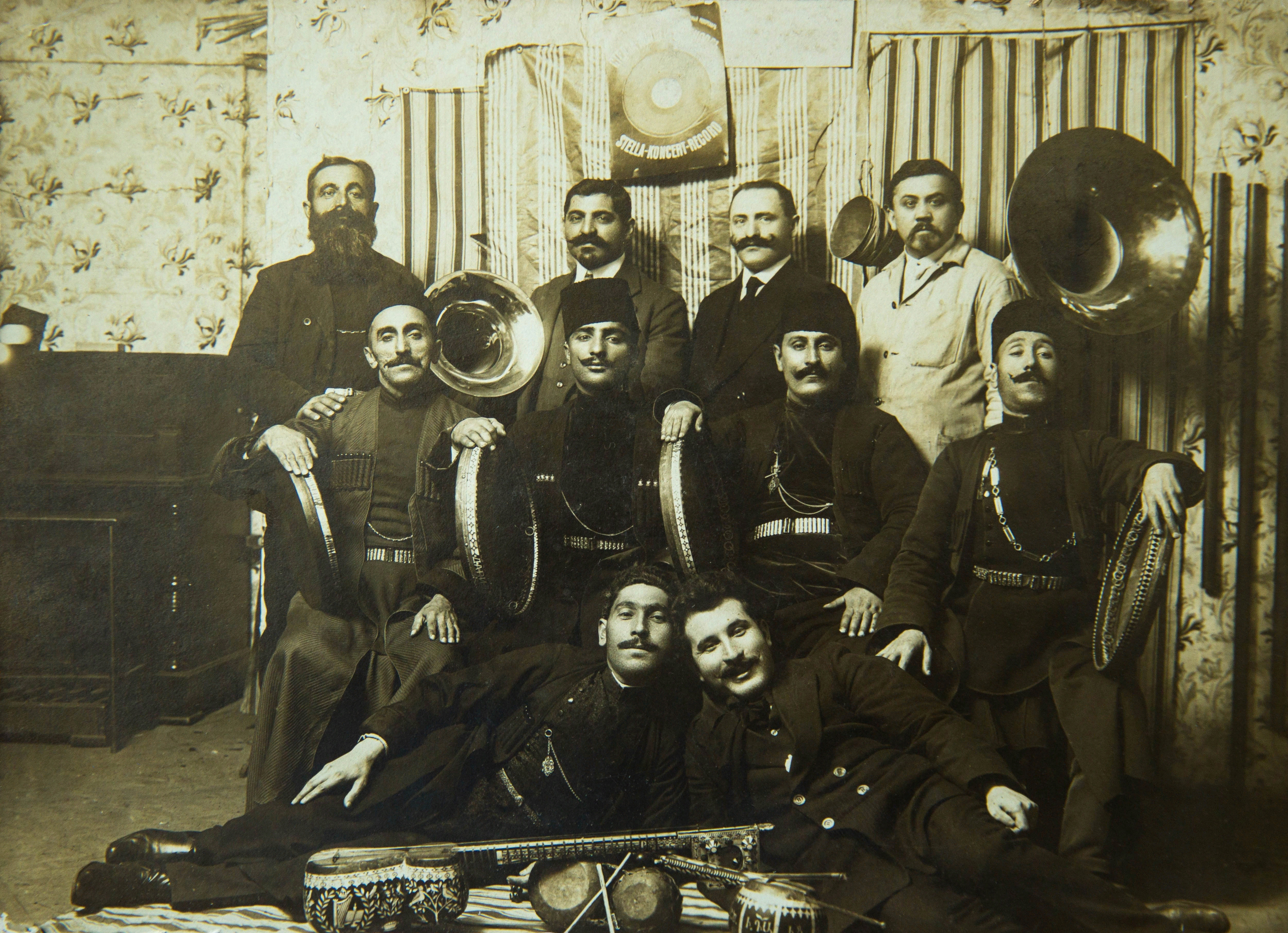
Музыканты после записи концертов на студии «Спортъ-Рекордъ». Справа внизу: Саша Оганезашвили. Варшава, 1912

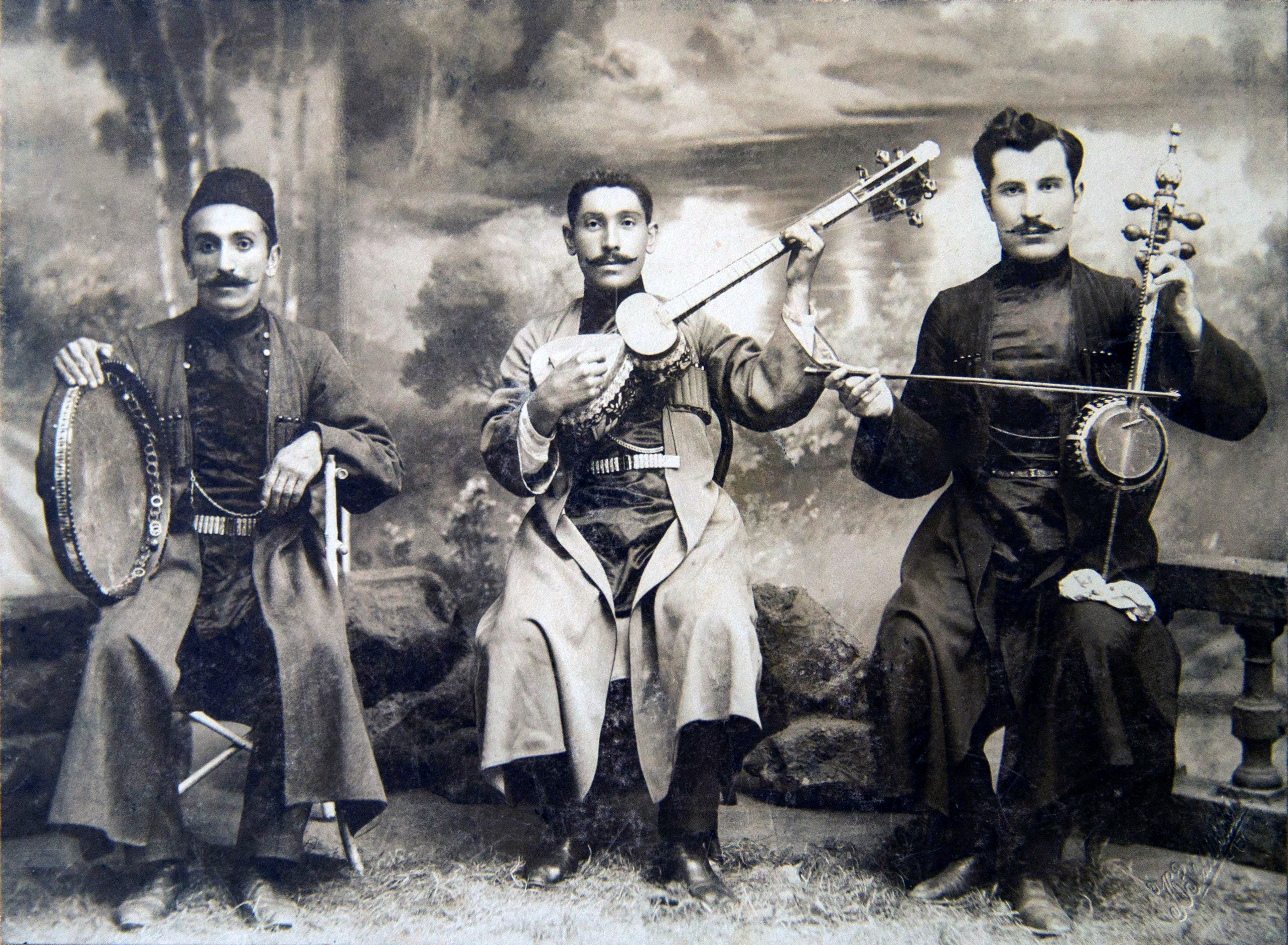
Саша Оганезашвили в трио с ханенде Джаббаром Карьягдыоглы и таристом Курбаном Пиримовым

В 1910—1911 годах Оганезашвили работал над оперой «Фархад и Ширин» по поэме Низами Гянджеви, либретто которой написал Мирза Джалал Юсифзаде. Опера была поставлена в 1911 году в Баку, роль Фархада исполнил Джаббар Карьягдыоглы, Хосрова — Меджид Бейбутов. В 1914 году музыкант организовал в Баку курсы восточной музыки, где преподавал искусство мугамата. В том же году на одном из концертов Оганезашвили побывал армянский писатель Ованес Туманян, передавший свои впечатления в статье для тифлисской газеты «Горизонт»:
Когда мы говорим о Востоке и Персии, мы вспоминаем о таких гигантах, как Фирдоуси, Хафиз, Саади, Омар Хайям, Низами, но мы также представляем себе С. Оганезашвили с его меланхолической кеманчой, чудесную игру и величественную гармонию его чистой восточной музыки. В его искусстве для нас сливаются и дополняют друг друга Чаргях и Фирдоуси, Хафиз и Раст, Махур и Омар Хайям.
В 1915 году Оганезашвили был призван в армию, во время службы он руководил военным оркестром. В 1918 году музыкант вернулся в Баку, где продолжал заниматься педагогической деятельностью. В 1920 году Оганезашвили участвовал в основании Народной (Восточной) консерватории и стал её первым ректором. На этом посту Оганезашвили сосредоточился на преподавании музыкального фольклора, организовал оркестр народных инструментов. Народная консерватория стала прямой предшественницей Государственной консерватории Азербайджана.
В начале 1921 года Оганезашвили вернулся в Тифлис, где руководил оркестром Театра Руставели и участвовал в работе Армянского дома искусства. 12 апреля 1923 года в Тифлисском азербайджанском театре дирижировал постановкой оперетты «Аршин мал алан» У. Гаджибекова. В 1926 Оганезашвили получил приглашение преподавать на кафедре восточных инструментов Эриванской консерватории и переехал в Армению, в 1927 ему было присвоено звание профессора. Среди его учеников были Арам Мерангулян и Гурген Мирзоян. В Эривани при поддержке А. Спендиарова Оганезашвили создал Ансамбль народных инструментов Республиканского радио Армении, в составе трио играл с Гарегином Ханикяном (канон) и Согомоном Алтуняном (уд).
В 1927 году в составе делегации советских музыкантов Оганезашвили участвовал в международном музыкальном фестивале во Франкфурте-на-Майне. В Германии музыкант также выступал с лекциями и вместе с Е. М. Браудо работал в музыкальных архивах — целью исследования учёных была подготовка обновлённой методологии записи музыки народов СССР. Информация о работе Оганезашвили сохранилась в Звуковом архиве Гумбольдтского университета: по предложению директора архива Вильгельма Дёгена музыкант прокомментировал хранившиеся в архиве записи грузинской народной музыки, в свою очередь Дёген записал игру Оганезашвили на кеманче.
После возвращения из Германии музыкант выступал с докладами об армянской и персидской музыке в Государственном институте музыкальной науки в Москве. В этот же период Оганезашвили вместе с таристом Балой Меликяном создал ансамбль армяно-персидской музыки, с которым в мае — июне 1928 года гастролировал в Москве и Ленинграде. Рецензия на ленинградский концерт ансамбля вышла в еженедельнике «Искусство и жизнь» за подписью музыковеда Бориса Асафьева:
Игра на кеманче Оганезашвили именно по своей глубокой артистичной природе, когда можно говорить о том, что исполнитель холит и нежит каждое звучание, — вызывает в памяти образы таких великих европейских утонченнейших художников звука, как Дебюсси и Скрябин. Я сравниваю не личные особенности творчества и воспроизведения, а атмосферу артистизма и утонченнейшего звукоощущения, окутывавшую их.
В конце 1929 года музыкант, тяжело заболев, вернулся в Тифлис. Несмотря на слабое здоровье, он продолжал преподавать. В мае 1932 года Оганезашвили умер после продолжительной болезни. Его похоронили в пантеоне Ходживанка.

## Наследие
Наиболее крупным музыкальным произведением Оганезашвили стала опера «Фархад и Ширин» (1911), продолжившая заложенную У. Гаджибековым традицию мугамной оперы. Кроме того, в корпус наследия Оганезашвили входят произведения для кеманчи, скрипки и фортепиано.
При жизни музыкант был известен не только как композитор, но и как исполнитель на кеманче, широкую популярность получило трио Оганезашвили, Джаббара Карьягдыоглы и Курбана Пиримова. Советский музыковед В. Кривоносов писал, что одной из причин влиятельности трио было преобладание в его репертуаре песен на азербайджанском языке, тогда как ханенде того времени пели преимущественно по-персидски. Вместе с этим музыкальные качества ансамбля положительно оценивал историк музыки Фирудин Шушинский, отмечавший высокую сыгранность музыкантов, а также плавную и выразительную манеру исполнения, характерную для трио. К крупнейшим представителям мугамного искусства второй половины XIX — первой половины XX века Оганезашвили относит Большая российская энциклопедия.
Оганезашвили владел как западной, так и восточной музыкальной традицией, его авторству принадлежит ряд публикаций, среди которых — сочинения, посвящённые теории персидской музыки, методике обучения игре на восточных инструментах, специфике монодии в музыкальной культуре Закавказья. Круг исследовательских интересов Оганезашвили нашёл выражение в учебном плане, который музыкант составил для кафедры восточных инструментов Эриванской консерватории. Помимо инструментоведческих тем, план включал занятия, посвящённые месту пентатоники в восточной музыке, арабским, персидским и армянским ладам и ритмике. Ещё в 1914 году, организовав в Баку курсы восточной музыки, Оганезашвили одним из первых на Ближнем Востоке использовал западную нотацию для обучения игре на восточных инструментах, его авторству также принадлежат нотные записи мугамов, азербайджанских и армянских народных песен.
Наряду с преподаванием и исполнительством, Оганезашвили работал над усовершенствованием конструкции кеманчи. В 1909 году он добавил к традиционной трёхструнной конструкции кеманчи четвёртую струну. Модификация превратила старинную кеманчу с квартовым способом настройки (ми — ля — ми) в инструмент, настраиваемый в зависимости от лада исполняемого произведения в различные кварто-квинтовые строи. В результате преобразования кеманчи, осуществлённого Оганезашвили, инструмент стал адаптированным для исполнения сочинений, написанных для больших составов: для этого кеманча настраивалась в строю равномерной темперации, нехарактерном для армянской народной музыки. По оценке турецкой исследовательницы Э. Беркман, работа Оганезашвили по приведению армянской музыки к равномерной темперации привела к новаторским теоретическим результатам, а опыт усовершенствования кеманчи стал одним из наиболее ранних примеров вестернизации народной музыки Армении.